# 용진교통
용진교통은 부산광역시 금정구, 남구에 소속해 있는 마을버스 운송업체이다.

## 차고지
- 부산광역시 금정구 수내1길 21 (두구동) (본사)
- 부산광역시 남구 유엔로25길 37 (우암동) (영업소)

## 운행 노선
- 금정2-1번 (영락공원 ~ 두구동)
- 금정2-2번 (범어사 ~ 임기마을)
- 기장2-3번 (철마 ~ 범어사)
- 남구5번 (신연초등학교 ~ 범일역)